# Kurt Couto
Kurt Leonel da Rocha Couto (Maputo, 14 maggio 1985) è un ostacolista mozambicano specializzato nei 400 metri ostacoli.
Il 27 luglio 2012 è stato portabandiera per il Mozambico alla cerimonia di apertura dei Giochi della XXX Olimpiade a Londra.

## Progressione

### 400 metri ostacoli
| Stagione | Risultato | Luogo               | Data      | Rank. Mond. |
| -------- | --------- | ------------------- | --------- | ----------- |
| 2012     | 49"02     | Praga               | 11-6-2012 |             |
| 2011     | 49"43     | Biberach an der Riß | 28-6-2011 |             |
| 2010     | 49"79     | Nairobi             | 30-7-2010 |             |
| 2009     | 51"10     | Lisbona             | 13-7-2009 |             |
| 2008     | 50"13     | Pretoria            | 7-3-2008  |             |
| 2007     | 49"12     | Bangkok             | 13-8-2007 |             |
| 2006     | 50"72     | Bambous             | 10-8-2006 |             |
| 2005     | 50"83     | La Mecca            | 12-4-2005 |             |
| 2004     | 51"18     | Atene               | 23-8-2004 |             |
| 2002     | 52"56     | Pretoria            | 13-4-2002 |             |

## Palmarès
| Anno | Manifestazione          | Sede           | Evento   | Risultato  | Prestazione | Note                                     |
| ---- | ----------------------- | -------------- | -------- | ---------- | ----------- | ---------------------------------------- |
| 2002 | Mondiali juniores       | Kingston       | 400 m hs | Batteria   | 53"51       |                                          |
| 2004 | Olimpiadi               | Atene          | 400 m hs | Batteria   | 51"18       |                                          |
| 2005 | Mondiali                | Helsinki       | 400 m hs | Batteria   | 52"04       |                                          |
| 2006 | Africani                | Bambous        | 400 m hs | Bronzo     | 50"72       |                                          |
| 2006 | Giochi del Commonwealth | Melbourne      | 400 m hs | Semifinale | 52"16       |                                          |
| 2007 | Universiadi             | Bangkok        | 400 m hs | Argento    | 49"12       |                                          |
| 2007 | Mondiali                | Osaka          | 400 m hs | Batteria   | 50"06       |                                          |
| 2007 | Giochi panafricani      | Algeri         | 400 m hs | 5º         | 50"19       |                                          |
| 2008 | Africani                | Addis Abeba    | 400 m hs | Batteria   | 53"84       |                                          |
| 2009 | Mondiali                | Berlino        | 400 m hs | Batteria   | dq          |                                          |
| 2010 | Africani                | Nairobi        | 400 m hs | 5º         | 49"79       |                                          |
| 2010 | Giochi del Commonwealth | Delhi          | 400 m hs | Batteria   | 51"60       |                                          |
| 2011 | Universiadi             | Shenzhen       | 400 m hs | Bronzo     | 49"61       |                                          |
| 2011 | Mondiali                | Taegu          | 400 m hs | Batteria   | 49"86       |                                          |
| 2011 | Giochi panafricani      | Maputo         | 400 m hs | Argento    | 51"04       |                                          |
| 2012 | Africani                | Porto-Novo     | 400 m hs | 7º         | 1'09"53     |                                          |
| 2012 | Giochi olimpici         | Londra         | 400 m hs | Semifinale | 51"55       |                                          |
| 2014 | Giochi del Commonwealth | Glasgow        | 400 m hs | Batteria   | dq          |                                          |
| 2014 | Africani                | Marrakech      | 400 m hs | dns        | dns         |                                          |
| 2015 | Mondiali                | Pechino        | 400 m hs | Semifinale | 50"58       |                                          |
| 2015 | Giochi panafricani      | Brazzaville    | 400 m hs | 5º         | 49"55       |                                          |
| 2016 | Campionati africani     | Durban         | 400 m hs | Batteria   | dq          |                                          |
| 2016 | Giochi olimpici         | Rio de Janeiro | 400 m hs | Batteria   | 50"18       | Miglior prestazione personale stagionale |
| 2018 | Giochi del Commonwealth | Gold Coast     | 400 m hs | Batteria   | 49"56       | Miglior prestazione personale stagionale |
| 2018 | Campionati africani     | Asaba          | 400 m hs | Batteria   | dnf         |                                          |